# 香豆素类药物
香豆素类药物是一类口服抗凝药物。它们的共同结构是4-羟基香豆素。同时，双香豆素还可以用于对付鼠害（啮齿类动物）。当初人们在牧场牲畜因抗凝作用导致内出血致死的过程中发现的双香豆素，意识到了这一类物质的抗凝作用，引起了之后对香豆素类药物的研究和合成，从而为医学界提供了多一种重要的凝血药物。
常见的香豆素类药物有双香豆素（dicoumarol）、华法林（warfarin，苄丙酮香豆素）和醋硝香豆素（acenocoumarol，新抗凝）。

## 药理作用
香豆素类药物的作用是抑制凝血因子在肝脏的合成。香豆素类药物与维他命K的结构相似。香豆素类药物在肝脏与维他命K环氧化物还原酶结合，抑制维生素K由环氧化物向氢醌型转化，维生素K的循环被抑制。可以说香豆素类药物是维生素K拮抗剂，或者是竞争性抑制剂（参见酶）。含有谷氨酸残基的凝血因子Ⅱ、Ⅶ、Ⅸ、Ⅹ的羧化作用被抑制，而其前体是没有凝血活性的，因此凝血过程受到抑制。但它对已形成的凝血因子无效。